# اخراج نادرست
اخراج نادرست (انگلیسی: Wrongful dismissal) به وضعیتی گفته می‌شود که در آن کارفرما، کارمند خود را برخلاف مفاد قرارداد کاری یا قوانین و مقررات مربوطه، از کار برکنار می‌کند. این اخراج می‌تواند به دلایل مختلفی از جمله نقض شرایط قرارداد کار، تبعیض، آزار و اذیت یا عدم رعایت رویه‌های قانونی اخراج صورت گیرد. در صورت اخراج نادرست، کارمند می‌تواند به مراجع قانونی مراجعه کرده و درخواست جبران خسارت کند. خسارت قابل پرداخت می‌تواند شامل حقوق و مزایای از دست رفته، خسارت معنوی و در برخی موارد، بازگشت به کار باشد.